# Augustinern 75 (Quedlinburg)

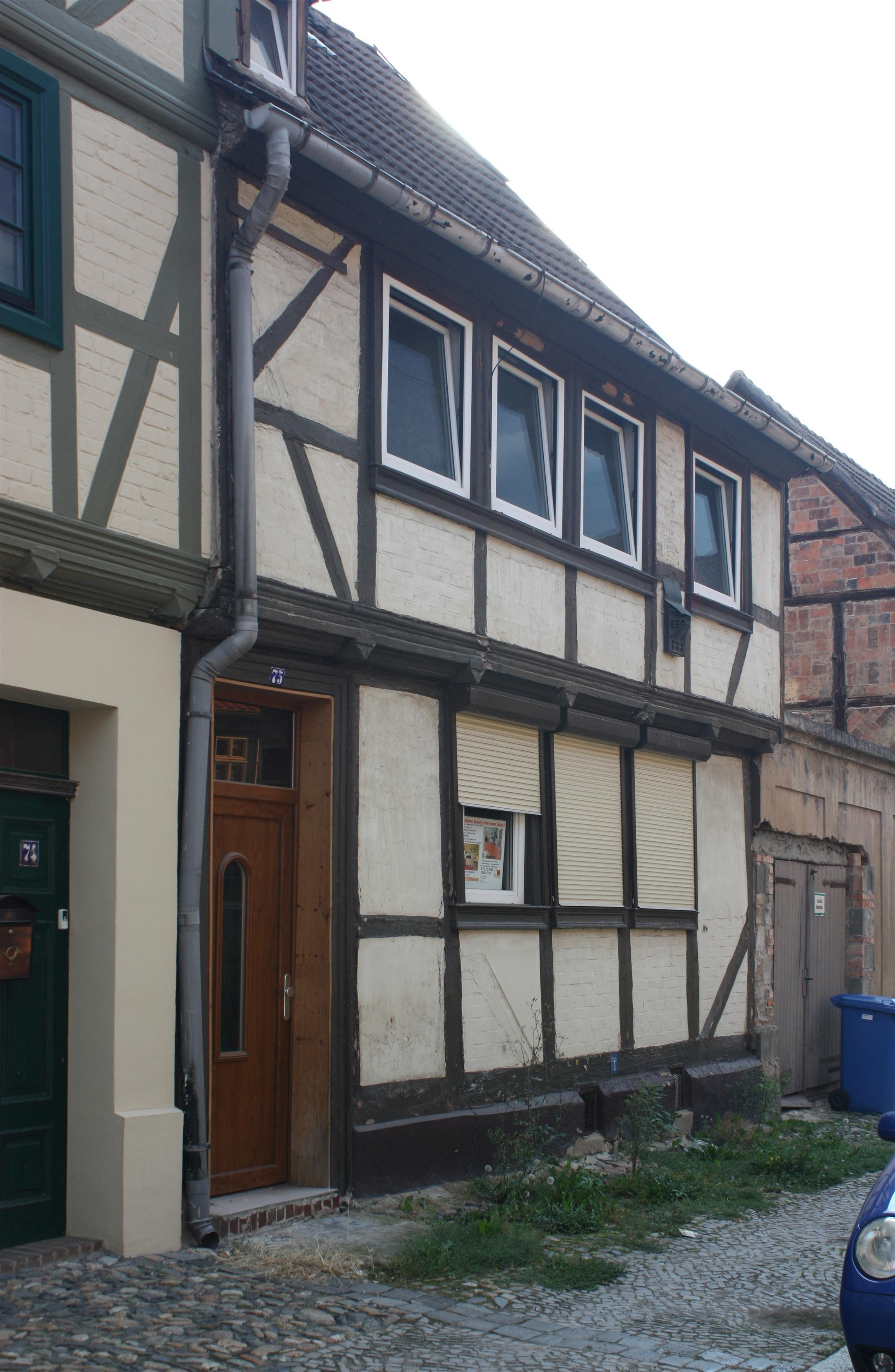
Haus Augustinern 75

Das Haus Augustinern 75 ist ein denkmalgeschütztes Gebäude in der Stadt Quedlinburg in Sachsen-Anhalt.

## Lage
Es befindet sich im nördlichen Teil der historischen Quedlinburger Neustadt und gehört zum UNESCO-Weltkulturerbe. Im Quedlinburger Denkmalverzeichnis ist es als Wohnhaus eingetragen.

## Architektur und Geschichte
Das schlicht gestaltete zweigeschossige Fachwerkhaus stammt aus der Zeit um 1700. Bedeckt wird das Gebäude von einem hohen Dach. Das Fachwerk ist in Ständerreihung ausgeführt. An der Stockschwelle befindet sich ein Gurtgesims sowie Pyramidenbalkenköpfe. 2016 wurde das Gebäude durch das Architekturbüro qbatur saniert.